# André Zumbach
André Zumbach, né à Genève le 4 mars 1931 et mort dans la même ville le 24 décembre 2004, est un musicien et compositeur genevois.

## Biographie
Né le 4 mars 1931 à Genève, André Zumbach est le fils de Charles Zumbach et Marie Oehrli. Après une maturité scientifique, il s'inscrit à l’université de Genève à la Faculté des sciences politiques. C’est pourtant à la musique – celle du XXe siècle en particulier – qu’il consacre toute sa vie. Il fait ses études musicales à Genève avec, en privé, le pianiste Georges Bernand. Il suit aussi les cours de solfège supérieur d’Andrée Second-Brousoz au Conservatoire de la Place Neuve. André Zumbach poursuit ensuite des études professionnelles au Conservatoire de musique de Genève où il étudie l'orgue avec Pierre Segond, l'histoire de la musique avec Albert Paychère, l'harmonie et le contrepoint avec Charles Chaix et la composition avec André-François Marescotti. Il joue assidûment du vibraphone dans les années 1951-1955, époque durant laquelle il se produit avec le quintette de jazz de Loys Choquart. Il se perfectionne dans des centres de recherche électroacoustiques à Milan (auprès de Berio et Maderna), Cologne, Darmstadt, Eindhoven et Paris.
André Zumbach entre à la Radio suisse romande (RSR) en 1955 en tant que « metteur en ondes musical ». Dès 1963, il est chef de la musique contemporaine et expérimentale et responsable artistique du Centre de recherches sonores de la Radio suisse romande, centre qu’il fonde en 1959-1960 avec Robert Dunand et Pierre Walder. De 1978 à 1984, il est chef des émissions musicales de la Radio suisse romande. Il quitte définitivement la radio à sa retraite en 1992.
De 1961 à 1970, André Zumbach exerce une activité de critique musical au Journal de Genève et à La Voix ouvrière, où il remplace Robert Dunand. Entre 1964 et 1979, il est à l'origine de douze Dioramas de la musique contemporaine pour la RSR. Grâce à Zumbach et au Centre de recherches sonores, le public romand découvre de nombreux créateurs – Penderecki, Lutoslawski, Berio, par exemple – et des approches sonores inédites. André Zumbach a notamment écrit des partitions pour orgue, orchestre, ensemble à vent, de la musique de scène, des spectacles populaires et de la musique de film. Pendant 20 ans, de 1979 à 1999, il est membre du Conseil d’administration de la SUISA, en siégeant tout particulièrement dans la Commission gestion et finances qu’il fait bénéficier de ses compétences.
Un fonds André Zumbach a été créé à la Bibliothèque cantonale et universitaire de Lausanne.

## Affaire Jaccoud
Le 1er mai 1958, Charles Zumbach, le père d'André Zumbach, est assassiné dans sa maison de Plan-les-Ouates. Le fils interrogé par le chef de la police et le juge d’instruction lâche une accusation qui va déclencher la plus grosse affaire criminelle de la Genève d’après-guerre. Il raconte avoir eu une relation éphémère avec Linda Baud, une collègue de la radio, et que cette dernière venait de mettre fin à une relation de huit années avec une figure genevoise très connue, le bâtonnier Pierre Jaccoud, de seize ans son aîné. Dans la nuit de l'assassinat, André Zumbach a reçu deux appels téléphoniques sur son lieu de travail à la Radio suisse romande. Son interlocuteur inconnu n'a pas parlé. Il suspecte cet anonyme d'avoir voulu s'assurer qu'il ne se trouvait pas lui-même dans la maison de ses parents.
Devant le sursaut d’indignation des enquêteurs face à cette accusation, le fils Zumbach produit des lettres anonymes dont il est certain qu’elles ont été écrites par Jaccoud. Ce dernier lui a d’ailleurs parlé à plusieurs reprises et semblait obnubilé par le lien existant entre le fils Zumbach et son ex-maîtresse. C’est peut-être pour récupérer ces missives et des photos de Linda nue que Pierre Jaccoud serait venu à Plan-les-Ouates. Après avoir longuement nié, Jaccoud a admis avoir dicté et envoyé les lettres anonymes.
Jaccoud est condamné en 1960 à sept ans de réclusion ; il réclamera jusqu'en 1980 la révision de son procès.

## Sources
- « André Zumbach », sur la base de données des personnalités vaudoises sur la plateforme « Patrinum » de la Bibliothèque cantonale et universitaire de Lausanne.
- Revue musicale de Suisse romande, n° 58/1, mars 2005, p.26/27;
- Revue musicale suisse, n° 2, février 2004, p. 24
- « André Zumbach » dans le Dictionnaire historique de la Suisse en ligne.